# Poul Bruun
Poul Bruun (født 20. december 1946 i Bramming) er en dansk musikproducer. Han skrev kontrakt med rockgruppen Gasolin' i 1971 på CBS, hvor Bruun var talentspejder og producer. Han har sidenhen arbejdet som executive producer på Kim Larsens udgivelser. Poul Bruun oprettede i 1978 et af Danmarks mest succesfulde pladeselskaber Medley Records sammen med Michael Ritto. Selskabet blev i 1992 solgt til EMI, og Bruun fortsatte som direktør indtil 1999. Medley udgav blandt andet kunstnere som Kliché, Sort Sol, Hanne Boel, Sebastian, Kim Larsen, D-A-D, Saybia, og Nik & Jay.
Poul Bruun blev student i 1968 fra Ribe Katedralskole. Samme år flyttede han til København for at uddanne sig til grafiker. I 1969 blev han ansat på pladeselskabet Sonet som fotograf og designer, og lavede blandt andet pladeomslag for Povl Dissing og Burnin Red Ivanhoe.

## Udvalgte albumproduktioner
- Sods – Minutes to Go (1979)
- Kliche – Supertanker (1980)
- C.V. Jørgensen – Tidens tern (1980)
- Kim Larsen – Midt om natten (1983)
- Hanne Boel – Black Wolf (1988)
- Big Fat Snake – Born Lucky (1992)
- Lis Sørensen – Under stjernerne et sted (1993)
- Kim Larsen & Kjukken – Kim Larsen & Kjukken (1996)
- Erann DD – That's The Way for Me (2003)